# Charlotte Riley

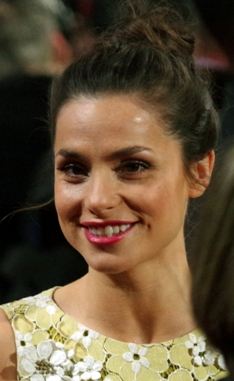
Charlotte Riley

Charlotte Frances Riley (* 29. Dezember 1981 in Grindon, Borough of Stockton-on-Tees) ist eine britische Schauspielerin.

## Biographie
Riley besuchte die private Teesside High School. Danach studierte sie von 2000 bis 2003 an der University of Durham und wirkte währenddessen an der Durham Revue und in einigen Theaterstücken und Musicals mit. Die Britin schloss das College in den Fächern Englisch und Linguistik ab. Von 2005 bis 2007 besuchte sie die London Academy of Music and Dramatic Art.
Seit 2007 übernahm Riley Rollen in Fernsehfilmen, Serien und Kinofilmen. In Easy Virtue – Eine unmoralische Ehefrau (2008) verkörperte sie Sarah Hurst, in Die Tore der Welt (2012) übernahm sie die weibliche Hauptrolle der Caris.
Charlotte Riley ist seit dem Jahr 2014 mit dem Schauspieler Tom Hardy verheiratet. Das Paar bekam im Oktober 2015 sein erstes gemeinsames Kind. Ende 2018 folgte ihr zweites Kind.

## Filmografie (Auswahl)
- 2007: Grownups (Fernsehserie, Episode 2x02)
- 2007: Holby City (Fernsehserie, Episode 10x07)
- 2008: Dis/Connected (Fernsehfilm)
- 2008: George Gently – Der Unbestechliche (Inspector George Gently, Fernsehserie, Episode 1x01)
- 2008: Easy Virtue – Eine unmoralische Ehefrau (Easy Virtue)
- 2009: Emily Brontë's Sturmhöhe (Wuthering Heights)
- 2009: The Take – Zwei Jahrzehnte in der Mafia (The Take, Miniserie)
- 2009: Spanish Flu: The Forgotten Fallen (Fernsehfilm)
- 2010: Agatha Christie’s Marple (Fernsehserie, Episode 5x04 Mord im Spiegel)
- 2010: Foyle's War (Fernsehserie, Episode 6x02)
- 2010: Inspector Banks (DCI Banks, Fernsehserie, 3 Episoden)
- 2012: Die Tore der Welt (World Without End, Miniserie, 8 Episoden)
- 2012: Entity
- 2012: The Town (Miniserie, 3 Episoden)
- 2013: Grand Street
- 2014: Edge of Tomorrow
- 2014–2016: Peaky Blinders – Gangs of Birmingham (Peaky Blinders, Fernsehserie, 6 Episoden)
- 2015: Jonathan Strange & Mr Norrell (Miniserie, 7 Episoden)
- 2015: Im Herzen der See (In the Heart of the Sea)
- 2016: London Has Fallen
- 2016: Close to the Enemy (Fernsehserie, 7 Episoden)
- 2017: King Charles III (Fernsehfilm)
- 2018: Trust (Fernsehserie, 6 Episoden)
- 2018: Press (Fernsehserie, 6 Episoden)
- 2018: Dark Heart (Fernsehserie, 6 Episoden)
- 2018: Swimming with Men
- 2019: A Christmas Carol (Fernsehserie, 2 Episoden)
- 2022: Peripherie (The Peripheral, Fernsehserie, 8 Episoden)
- 2024: Trying (Fernsehserie, 2 Episoden)
- 2024: Wild Animal (Kurzfilm)
- 2024: Smoggie Queens (Fernsehserie, 4 Episoden)